# Пит (остров, Канада)

Остров Пит (на английски: Pitt Island) е петият по големина остров край западните брегове на Канада в Тихия океан. Площта му е 1375 km2, която му отрежда 39-о място сред островите на Канада. Административно принадлежи към канадската провинция Британска Колумбия.
Островът се намира край северното крайбрежие на Британска Колумбия. На изток дългият и тесен (минимална ширина 0,5 km) проток Гренвил го отделя от континента, на югоизток – протокът Юнион (ширина едва 50 m) от остров Фарант, а на юг проток с ширина 2 km – от остров Кампания. На запад широкият 4,4 км проток Принсип го отделя от големия остров Банкс, в който се намира по-малкият остров Ейнджър. На северозапад зад протока Канаверал (0,6 км) се намира Макколи, а на север протока Огдън (2 км) го отделя от остров Порчър. Конфигурацията на острова е почти правоъгълна с дължина от север на юг 89 км и максимална ширина от 23 км.
Бреговата линия с дължина 465 километра е неравномерно разчленена. За разлика от западното крайбрежие, което е силно разчленено, като тук във вътрешността на острова се врязват няколко дълги и тесни заливи, най-голям от които е залива Хивинор, то източното е почти праволинейно.
По-голямата част на острова е хълмиста с максимална височина от 1099 метра (връх Хивинор Пик) в източната част. На острова има множество езера по-големи от които са: Ред Блаф, Силвиа, Уидам и други.
Климатът е умерен, морски, влажен, предпоставка за пълноводни почти през цялата година къси реки. Голяма част от острова е покрит с гъсти иглолистни гори, които предоставят идеални условия за богат животински свят. Югоизточната част от острова, заедно с остров Фарант, протока Юнион и няколко по-малки попада в провинциалния парк Юнион Пасейдж Марин с площ от 1373 хектара.
Островът е открит през 1789 г. от британския морски капитан Уилям Дъглас.
На западния бряг на острова съществува малко селище Чино Хат, в което живеят миньри, работещи в близката медна мина и дървосекачи.
|  | Тази страница частично или изцяло представлява превод на страницата „Питт (остров, Британская Колумбия)“ в Уикипедия на руски. Оригиналният текст, както и този превод, са защитени от Лиценза „Криейтив Комънс – Признание – Споделяне на споделеното“, а за съдържание, създадено преди юни 2009 година – от Лиценза за свободна документация на ГНУ. Прегледайте историята на редакциите на оригиналната страница, както и на преводната страница, за да видите списъка на съавторите. ВАЖНО: Този шаблон се отнася единствено до авторските права върху съдържанието на статията. Добавянето му не отменя изискването да се посочват конкретни източници на твърденията, които да бъдат благонадеждни. |